# Empis plebeja
Empis plebeja är en tvåvingeart som beskrevs av Friedrich Hermann Loew 1873. Empis plebeja ingår i släktet Empis och familjen dansflugor. Inga underarter finns listade i Catalogue of Life.